# Karel van Gelre

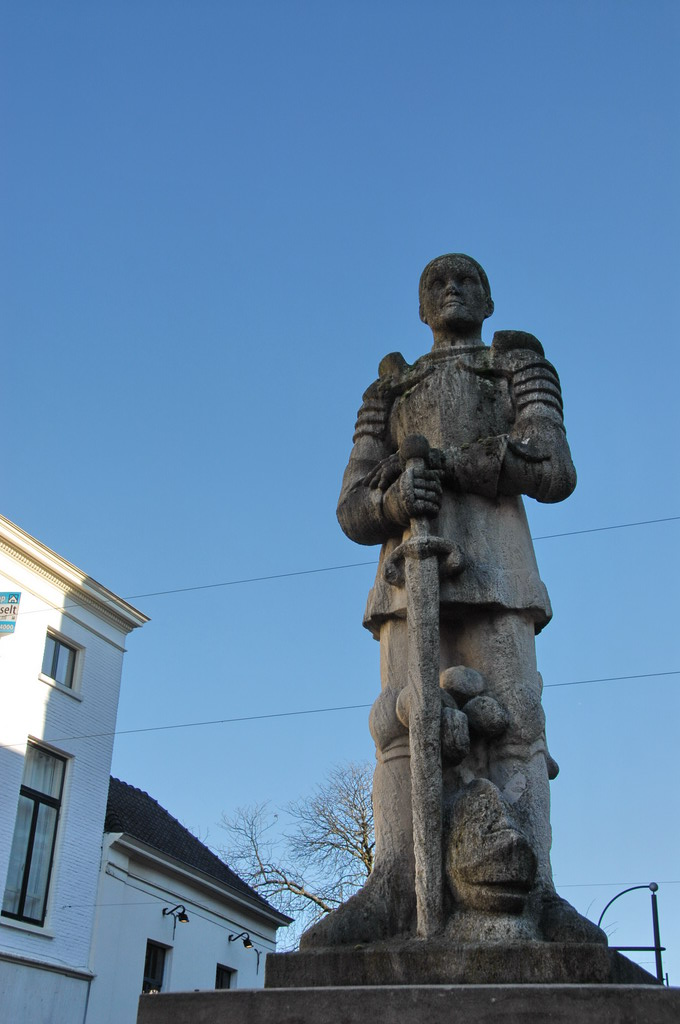
Standbeeld van Karel in Arnhem.

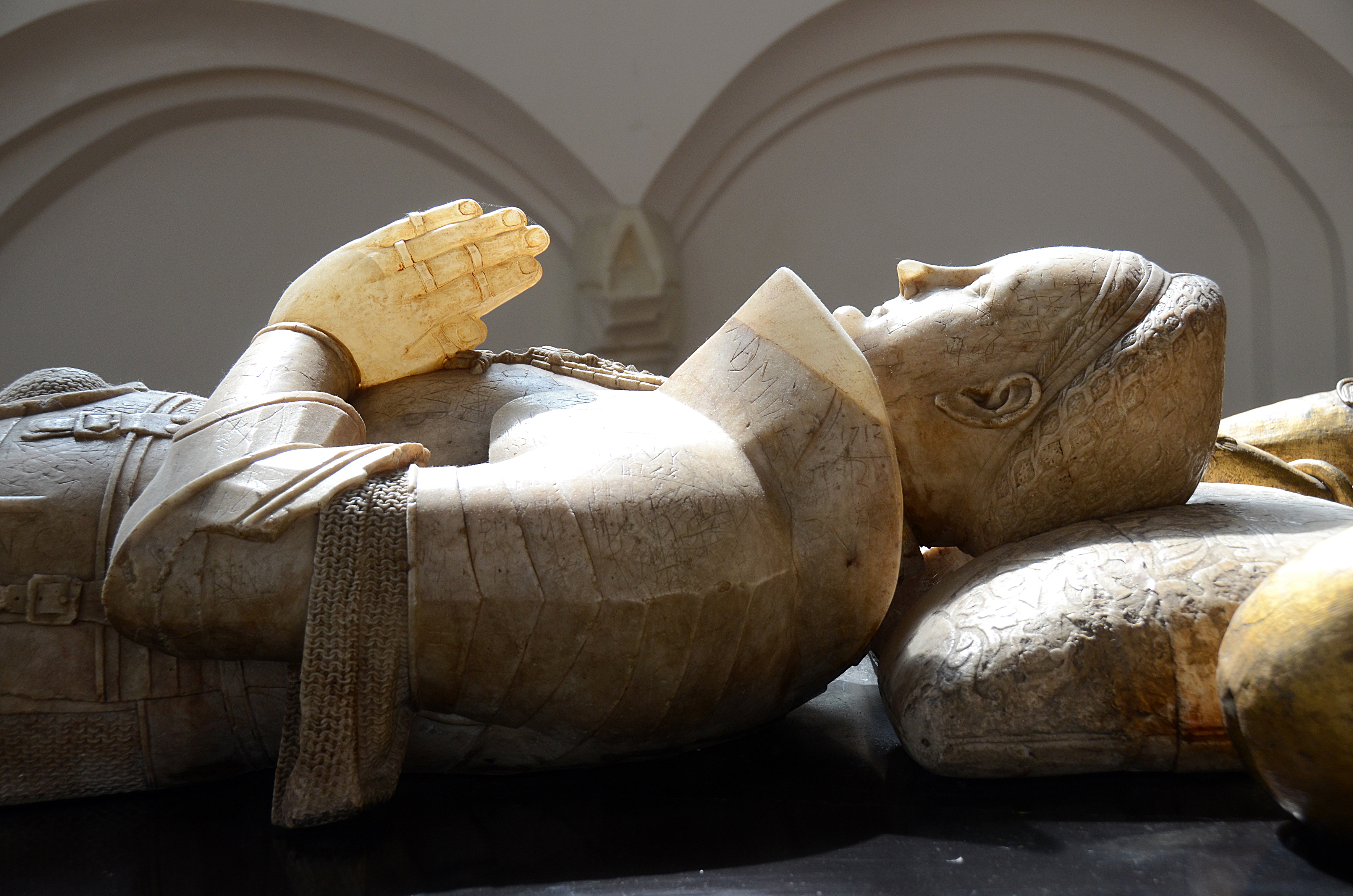
Karel van Gelre in de Eusebiuskerk te Arnhem

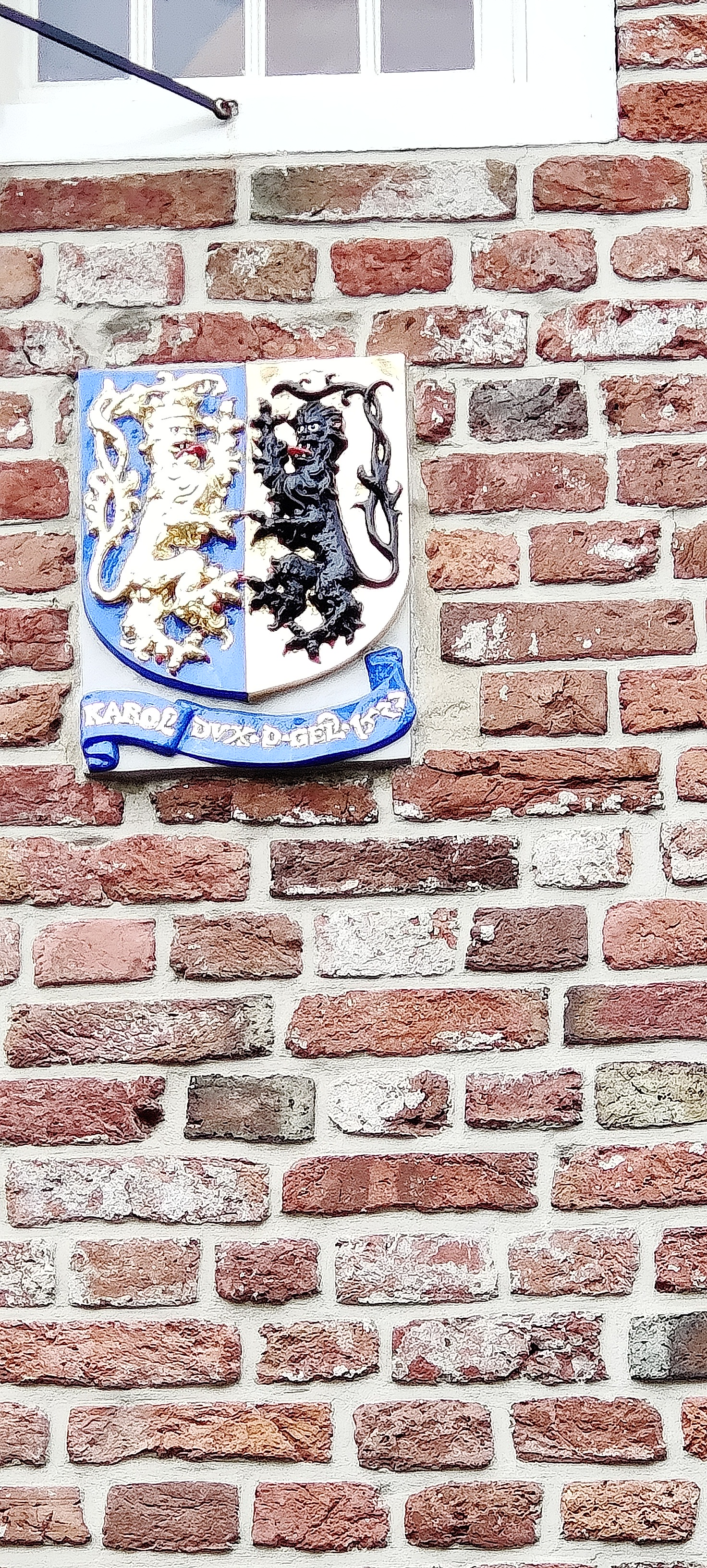
Wapen van Karel van Gelre op kasteel van Coevorden

Karel van Gelre of Karel van Egmond (Grave, 9 november 1467 – Arnhem, 30 juni 1538), uit het huis Egmond, was van 1492 tot aan zijn dood in 1538 hertog van Gelre en graaf van Zutphen.

## Achtergrond
Karel van Gelre was de zoon van Adolf van Egmond, hertog van Gelre en graaf van Zutphen, en Catharina van Bourbon. Hij werd geboren in Grave en vanaf 1473 opgevoed onder voogdij van Karel de Stoute en later van aartshertog Maximiliaan van Oostenrijk, die hem op 9 april 1486 tot ridder sloeg. Hij overleed in Arnhem en ligt begraven in de Sint-Eusebiuskerk te Arnhem.
Karel was zes jaar oud toen Bourgondische troepen onder leiding van Karel de Stoute Nijmegen onder de voet liepen. Hij werd als gijzelaar meegevoerd en grootgebracht aan het Bourgondische hof. Als jonge ridder vocht hij in het leger van Maximiliaan van Oostenrijk tegen de opstandige Vlaamse steden en tegen de Fransen. Die maakten hem krijgsgevangen en in de jaren aan het Franse hof werd hij omgevormd tot bondgenoot tegen de Bourgondiërs.
De dood van Karel de Stoute, in 1477 bij Nancy, had het einde betekend van het Bourgondische bestuur in Gelre. De Geldersen belastten Adolfs zuster Catharina met het bewind, eerst ten behoeve van de gevangen Adolf en na diens dood (1477) ten behoeve van zijn zoon, de jonge Karel van Egmond, die in 1492 zelf het bestuur aanvaardde nadat hij uit Franse gevangenschap was losgekocht. Bij zijn terugkomst in Gelre werd Karel gehuldigd en als hertog erkend. Zijn gebied bestond op het hoogtepunt uit Gelre, Graafschap Zutphen, Overijssel, Drenthe, Friesland en Groningen (op enkele steden na). In 1520 en 1530 noemde Karel zich 'heer van Groningen, de Ommelanden, Coevorden en Drente'.
Karel voerde niet het familiewapen uit het Egmondse huis, maar net als zijn vader Adolf het samengestelde wapen met de Gelderse en de Gulikse leeuw. Zij gaven hiermee het bezit of de aanspraken op de landen van Gulik en Gelre aan. Het wapen is te vinden op munten, op de lijst van een portret van Karel, en op zijn graf in de Eusebiuskerk in Arnhem.

## Gelderse Oorlogen
Tijdens zijn regering werd de zelfstandigheid van Gelre bedreigd door de Habsburgers in de persoon van keizer Karel V. Karel van Gelre wist zich gesteund door zijn veldheer Maarten van Rossum en kon de ongelijke strijd, die bekendstaat onder de naam Gelderse Oorlogen, nog enige tijd volhouden, maar moest uiteindelijk het hoofd buigen. Dit markeert een belangrijke fase in de vorming van de Nederlandse staat als geografische eenheid. Karel van Gelre was in feite de laatste zelfstandige feodale heerser in de Nederlanden.
Karel bezat een groot politiek inzicht, door zijn tegenstanders als sluwheid gezien, waardoor hij precies wist wanneer hij toe moest geven en vrede sluiten en wanneer hij de gesloten overeenkomst weer kon verbreken. Ook wist hij optimaal gebruik te maken van de Europese machtsverhoudingen door Franse steun in te roepen. Zo trok hij zich niets aan van een bemiddelingspoging van de Duitse vorsten waar hij zelf om had gevraagd, toen de uitkomst daarvan hem niet aanstond: volgens hen had hij juridisch gezien geen recht op de hertogstitel.
In 1502 probeerde Karel van Gelre zich van Huissen meester te maken, een enclave van het hertogdom Kleef. Hij belegerde de stad, maar omdat de Rijn vlak langs Huissen stroomt kon er gevist worden, zodat de Huissenaren geen honger leden. Na een veldslag waarin de Gelderse troepen verslagen werden, was Huissen ontzet. Dit wordt het Beleg en ontzet van Huissen genoemd en wordt nog elk jaar gevierd.
In 1504 kon Karel niets anders doen dan zich overgeven en vrede sluiten met de Habsburgers in de persoon van Filips de Schone. Deze had in 1502 al Arnhem veroverd. Karel moest zich in het kasteel van Rozendaal vernederen door voor Filips te knielen: de 'knieval van Rozendaal'. Een voorwaarde van de overeenkomst was dat Karel uit Gelre werd verbannen en in Spanje bij het Spaanse hof moest verblijven.
Hij reisde naar Antwerpen om zich in te schepen maar toen de kust in 1505 weer veilig was, omdat Filips naar Spanje was vertrokken, keerde hij weer naar Gelre terug om zijn regering als hertog voort te zetten. Toen Filips in 1506 in Spanje overleed, werd het pokerspel van Karel beloond. In de daaropvolgende jaren wist hij de troepen van Margaretha van Oostenrijk, die door haar vader Maximilaan van Oostenrijk als landvoogdes was aangesteld, te verslaan en Gelre stukje voor stukje terug te veroveren.
In 1513 moesten de Habsburgers hem als hertog erkennen. Het jaar daarna slaagde Karel erin, door soldaten de stad binnen te smokkelen, Arnhem terug te veroveren.

## Karel V
In 1515 besteeg Karel V de troon van Spanje en kreeg Karel van Gelre het moeilijk. Maar door het bondgenootschap met Frankrijk en de strijd die de Habsburgers op andere fronten moesten leveren kon Karel het lang volhouden.
In 1522/1523 wist hij Groningen, Drenthe en Friesland onder zijn invloed te brengen. Zijn legerleider Maarten van Rossum plunderde in 1528 zelfs Den Haag, maar daarmee ging hij volgens Karel V en Margaretha van Oostenrijk over de schreef. Zij brachten een grote troepenmacht op de been en nog in datzelfde jaar werd de voor Gelre ongunstige Vrede van Gorinchem voorgelegd, die overigens niet werd getekend. Gelre werd wederom onder druk gezet en in 1536 werd nagenoeg hetzelfde verdrag wederom voorgelegd als het Verdrag van Grave, dat als grootste verschil had dat het niet de passage bevatte waarin werd vastgelegd dat de gebiedsdelen terug zouden gaan naar de Roomse keizer als de hertog van Gelre kinderloos zou sterven (een belangrijk punt natuurlijk, daar hertog Karel van Gelre geen wettige kinderen had).

## Opvolging en eind van het zelfstandige Gelre
Karel trouwde op 7 december 1518 in Celle met Elisabeth van Brunswijk-Lüneburg (1494 - Geldern, 1572) uit het huis Welfen, dochter van hertog Hendrik VII van Brunswijk-Lüneburg en Margaretha van Saksen. Dit huwelijk bleef kinderloos.
In 1538 stierf een verlaten en verbitterde Karel van Gelre in zijn hertogelijke residentie op de markt in Arnhem. Gelre kwam vervolgens toe aan hertog Willem van Kleef. Deze werd echter in 1543 bij het Traktaat van Venlo gedwongen het hertogdom af te staan aan Karel V. Dat was tegen de afspraak; maar met het wegvallen van Karel van Gelre en diens bekwaamheid in politieke en militaire aangelegenheden restte Willem V van Kleef niet veel meer dan zich terug te trekken naar Gulik en Kleef.
Men kan de strijd van Karel tegen de Habsburgers als de voorloper van de Tachtigjarige Oorlog zien. Immers, de strijd van lokale heersers tegen verre buitenlandse overheersers, die ook nog voortvloeide uit de Hoekse en Kabeljauwse twisten, werd in de Opstand voortgezet. Net als Willem van Oranje overigens was Karel tolerant jegens andersgelovigen.

## Huwelijk en nakomelingen
Karel had uit zijn huwelijk geen kinderen. Wel zijn van hem een aantal bastaardzonen en bastaarddochters bekend.
- Karel 'de Oude' bastaard van Gelre (ca. 1508-1568) bij Anna van Roderlo (†1539), stadhouder van Groningen, heer van Coldenhove in de Veluwe (1539), vluchtte als Zwingliaan naar het goed Reichenberg bij Danzig, in 1548 oorlogshoofdman van de stad Danzig. Gehuwd 1. in 1545 met Elizabeth Buning, 2. op 5 juni 1565 met Maximiliana van Arenberg, bastaarddochter van Johan van Ligne, graaf van Arenberg en stadhouder van Friesland, met wie hij nakomelingen had. Zijn moeder huwde in 1517 met Hendrik van Steenbergen.
- Catharina bastaarddochter van Gelre (ca. 1511 - Slot Heukelom, 1601) van Johanna van Rietwijck, huwde 25 september 1532 met Walraven van Arkel († 1557) heer van Waardenberg, zoon van Otto van Arkel en Walravina van Broekhuizen. Haar moeder huwde in 1517 met Joost van Swieten.
- Karel 'de Jonge' bastaardzoon van Gelre (ca. 1515-21 januari 1576), heer van Spankeren (1538), huwde op 4 mei 1538 met Fenne van Brockhuysen († 1592/98) met wie hij nakomelingen had. Hij kreeg bij zijn huwelijk van zijn vader Geldersweert geschonken.
- Peter bastaardzoon van Gelre († Kampen februari 1566), in de gravenvete van 1535 hoofdman van een Lübeck-Oldenburgs vendel, had een dochter
- Adolf bastaardzoon van Gelre († na 1549). Hij verkocht in 1544 zijn rechten aan de tienden in Groot-Driel.
- Anna bastaarddochter van Gelre († voor 1568), huwde 1. in 1520 met Adriaen van Buren († 1527) heer van Aldenhaag, ambtman in Nederbetuwe, richter van Tiel; 2. met Claes Vijgh tot Blankenburg († 1595), heer van Est, ambtman in de Nederbetuwe. Kocht Aldenhagen van zijn stiefdochter Elisabeth van Buren.

## Kwartierstaat
| Jan II van Egmont (1385-1451) | Jan II van Egmont (1385-1451) | Jan II van Egmont (1385-1451) | Jan II van Egmont (1385-1451) | Jan II van Egmont (1385-1451) | Jan II van Egmont (1385-1451) | Maria van Arkel (ca. 1389-1415) | Maria van Arkel (ca. 1389-1415) | Maria van Arkel (ca. 1389-1415) | Maria van Arkel (ca. 1389-1415) | Maria van Arkel (ca. 1389-1415) | Maria van Arkel (ca. 1389-1415) |                              |                              | Adolf IV van Kleef-Mark (1373-1448) | Adolf IV van Kleef-Mark (1373-1448) | Adolf IV van Kleef-Mark (1373-1448) | Adolf IV van Kleef-Mark (1373-1448) | Adolf IV van Kleef-Mark (1373-1448) | Adolf IV van Kleef-Mark (1373-1448) | Maria van Bourgondië (1393-1463) | Maria van Bourgondië (1393-1463) | Maria van Bourgondië (1393-1463) | Maria van Bourgondië (1393-1463) | Maria van Bourgondië (1393-1463) | Maria van Bourgondië (1393-1463) |  |  | Jan I van Bourbon (1381-1434) | Jan I van Bourbon (1381-1434) | Jan I van Bourbon (1381-1434) | Jan I van Bourbon (1381-1434) | Jan I van Bourbon (1381-1434)   | Jan I van Bourbon (1381-1434)   | Marie de Berry, gravin van Auvergne (1375–1434) | Marie de Berry, gravin van Auvergne (1375–1434) | Marie de Berry, gravin van Auvergne (1375–1434) | Marie de Berry, gravin van Auvergne (1375–1434) | Marie de Berry, gravin van Auvergne (1375–1434) | Marie de Berry, gravin van Auvergne (1375–1434) |                                   |                                   | Jan zonder Vrees (1371-1419)      | Jan zonder Vrees (1371-1419)      | Jan zonder Vrees (1371-1419)     | Jan zonder Vrees (1371-1419)     | Jan zonder Vrees (1371-1419)     | Jan zonder Vrees (1371-1419)     | Margaretha van Beieren (1363-1423) | Margaretha van Beieren (1363-1423) | Margaretha van Beieren (1363-1423) | Margaretha van Beieren (1363-1423) | Margaretha van Beieren (1363-1423) | Margaretha van Beieren (1363-1423) |  |  |  |  |  |  |  |  |  |  |  |  |  |  |  |  |  |  |  |  |  |  |  |  |  |  |  |  |  |  |  |  |  |  |  |  |  |  |  |  |  |  |  |  |  |  |  |  |
| Jan II van Egmont (1385-1451) | Jan II van Egmont (1385-1451) | Jan II van Egmont (1385-1451) | Jan II van Egmont (1385-1451) | Jan II van Egmont (1385-1451) | Jan II van Egmont (1385-1451) | Maria van Arkel (ca. 1389-1415) | Maria van Arkel (ca. 1389-1415) | Maria van Arkel (ca. 1389-1415) | Maria van Arkel (ca. 1389-1415) | Maria van Arkel (ca. 1389-1415) | Maria van Arkel (ca. 1389-1415) |                              |                              | Adolf IV van Kleef-Mark (1373-1448) | Adolf IV van Kleef-Mark (1373-1448) | Adolf IV van Kleef-Mark (1373-1448) | Adolf IV van Kleef-Mark (1373-1448) | Adolf IV van Kleef-Mark (1373-1448) | Adolf IV van Kleef-Mark (1373-1448) | Maria van Bourgondië (1393-1463) | Maria van Bourgondië (1393-1463) | Maria van Bourgondië (1393-1463) | Maria van Bourgondië (1393-1463) | Maria van Bourgondië (1393-1463) | Maria van Bourgondië (1393-1463) |  |  | Jan I van Bourbon (1381-1434) | Jan I van Bourbon (1381-1434) | Jan I van Bourbon (1381-1434) | Jan I van Bourbon (1381-1434) | Jan I van Bourbon (1381-1434)   | Jan I van Bourbon (1381-1434)   | Marie de Berry, gravin van Auvergne (1375–1434) | Marie de Berry, gravin van Auvergne (1375–1434) | Marie de Berry, gravin van Auvergne (1375–1434) | Marie de Berry, gravin van Auvergne (1375–1434) | Marie de Berry, gravin van Auvergne (1375–1434) | Marie de Berry, gravin van Auvergne (1375–1434) |                                   |                                   | Jan zonder Vrees (1371-1419)      | Jan zonder Vrees (1371-1419)      | Jan zonder Vrees (1371-1419)     | Jan zonder Vrees (1371-1419)     | Jan zonder Vrees (1371-1419)     | Jan zonder Vrees (1371-1419)     | Margaretha van Beieren (1363-1423) | Margaretha van Beieren (1363-1423) | Margaretha van Beieren (1363-1423) | Margaretha van Beieren (1363-1423) | Margaretha van Beieren (1363-1423) | Margaretha van Beieren (1363-1423) |  |  |  |  |  |  |  |  |  |  |  |  |  |  |  |  |  |  |  |  |  |  |  |  |  |  |  |  |  |  |  |  |  |  |  |  |  |  |  |  |  |  |  |  |  |  |  |  |
|                               |                               |                               |                               |                               |                               |                                 |                                 |                                 |                                 |                                 |                                 |                              |                              |                                     |                                     |                                     |                                     |                                     |                                     |                                  |                                  |                                  |                                  |                                  |                                  |  |  |                               |                               |                               |                               |                                 |                                 |                                                 |                                                 |                                                 |                                                 |                                                 |                                                 |                                   |                                   |                                   |                                   |                                  |                                  |                                  |                                  |                                    |                                    |                                    |                                    |                                    |                                    |  |  |  |  |  |  |  |  |  |  |  |  |  |  |  |  |  |  |  |  |  |  |  |  |  |  |  |  |  |  |  |  |  |  |  |  |  |  |  |  |  |  |  |  |  |  |  |  |
|                               |                               |                               |                               | Arnold van Egmont (1410-1473) | Arnold van Egmont (1410-1473) | Arnold van Egmont (1410-1473)   | Arnold van Egmont (1410-1473)   | Arnold van Egmont (1410-1473)   | Arnold van Egmont (1410-1473)   |                                 |                                 |                              |                              |                                     |                                     | Katharina van Kleef (1417-1476)     | Katharina van Kleef (1417-1476)     | Katharina van Kleef (1417-1476)     | Katharina van Kleef (1417-1476)     | Katharina van Kleef (1417-1476)  | Katharina van Kleef (1417-1476)  |                                  |                                  |                                  |                                  |  |  |                               |                               |                               |                               | Karel I van Bourbon (1401-1456) | Karel I van Bourbon (1401-1456) | Karel I van Bourbon (1401-1456)                 | Karel I van Bourbon (1401-1456)                 | Karel I van Bourbon (1401-1456)                 | Karel I van Bourbon (1401-1456)                 |                                                 |                                                 |                                   |                                   |                                   |                                   | Agnes van Bourgondië (1407-1476) | Agnes van Bourgondië (1407-1476) | Agnes van Bourgondië (1407-1476) | Agnes van Bourgondië (1407-1476) | Agnes van Bourgondië (1407-1476)   | Agnes van Bourgondië (1407-1476)   |                                    |                                    |                                    |                                    |  |  |  |  |  |  |  |  |  |  |  |  |  |  |  |  |  |  |  |  |  |  |  |  |  |  |  |  |  |  |  |  |  |  |  |  |  |  |  |  |  |  |  |  |  |  |  |  |
|                               |                               |                               |                               | Arnold van Egmont (1410-1473) | Arnold van Egmont (1410-1473) | Arnold van Egmont (1410-1473)   | Arnold van Egmont (1410-1473)   | Arnold van Egmont (1410-1473)   | Arnold van Egmont (1410-1473)   |                                 |                                 |                              |                              |                                     |                                     | Katharina van Kleef (1417-1476)     | Katharina van Kleef (1417-1476)     | Katharina van Kleef (1417-1476)     | Katharina van Kleef (1417-1476)     | Katharina van Kleef (1417-1476)  | Katharina van Kleef (1417-1476)  |                                  |                                  |                                  |                                  |  |  |                               |                               |                               |                               | Karel I van Bourbon (1401-1456) | Karel I van Bourbon (1401-1456) | Karel I van Bourbon (1401-1456)                 | Karel I van Bourbon (1401-1456)                 | Karel I van Bourbon (1401-1456)                 | Karel I van Bourbon (1401-1456)                 |                                                 |                                                 |                                   |                                   |                                   |                                   | Agnes van Bourgondië (1407-1476) | Agnes van Bourgondië (1407-1476) | Agnes van Bourgondië (1407-1476) | Agnes van Bourgondië (1407-1476) | Agnes van Bourgondië (1407-1476)   | Agnes van Bourgondië (1407-1476)   |                                    |                                    |                                    |                                    |  |  |  |  |  |  |  |  |  |  |  |  |  |  |  |  |  |  |  |  |  |  |  |  |  |  |  |  |  |  |  |  |  |  |  |  |  |  |  |  |  |  |  |  |  |  |  |  |
|                               |                               |                               |                               |                               |                               |                                 |                                 |                                 |                                 | Adolf van Egmond (1438-1477)    | Adolf van Egmond (1438-1477)    | Adolf van Egmond (1438-1477) | Adolf van Egmond (1438-1477) | Adolf van Egmond (1438-1477)        | Adolf van Egmond (1438-1477)        |                                     |                                     |                                     |                                     |                                  |                                  |                                  |                                  |                                  |                                  |  |  |                               |                               |                               |                               |                                 |                                 |                                                 |                                                 |                                                 |                                                 | Catharina van Bourbon (1440-1469)               | Catharina van Bourbon (1440-1469)               | Catharina van Bourbon (1440-1469) | Catharina van Bourbon (1440-1469) | Catharina van Bourbon (1440-1469) | Catharina van Bourbon (1440-1469) |                                  |                                  |                                  |                                  |                                    |                                    |                                    |                                    |                                    |                                    |  |  |  |  |  |  |  |  |  |  |  |  |  |  |  |  |  |  |  |  |  |  |  |  |  |  |  |  |  |  |  |  |  |  |  |  |  |  |  |  |  |  |  |  |  |  |  |  |
|                               |                               |                               |                               |                               |                               |                                 |                                 |                                 |                                 | Adolf van Egmond (1438-1477)    | Adolf van Egmond (1438-1477)    | Adolf van Egmond (1438-1477) | Adolf van Egmond (1438-1477) | Adolf van Egmond (1438-1477)        | Adolf van Egmond (1438-1477)        |                                     |                                     |                                     |                                     |                                  |                                  |                                  |                                  |                                  |                                  |  |  |                               |                               |                               |                               |                                 |                                 |                                                 |                                                 |                                                 |                                                 | Catharina van Bourbon (1440-1469)               | Catharina van Bourbon (1440-1469)               | Catharina van Bourbon (1440-1469) | Catharina van Bourbon (1440-1469) | Catharina van Bourbon (1440-1469) | Catharina van Bourbon (1440-1469) |                                  |                                  |                                  |                                  |                                    |                                    |                                    |                                    |                                    |                                    |  |  |  |  |  |  |  |  |  |  |  |  |  |  |  |  |  |  |  |  |  |  |  |  |  |  |  |  |  |  |  |  |  |  |  |  |  |  |  |  |  |  |  |  |  |  |  |  |
|                               |                               |                               |                               |                               |                               |                                 |                                 |                                 |                                 |                                 |                                 |                              |                              |                                     |                                     |                                     |                                     |                                     |                                     |                                  |                                  |                                  |                                  |                                  |                                  |  |  |                               |                               |                               |                               |                                 |                                 |                                                 |                                                 |                                                 |                                                 |                                                 |                                                 |                                   |                                   |                                   |                                   |                                  |                                  |                                  |                                  |                                    |                                    |                                    |                                    |                                    |                                    |  |  |  |  |  |  |  |  |  |  |  |  |  |  |  |  |  |  |  |  |  |  |  |  |  |  |  |  |  |  |  |  |  |  |  |  |  |  |  |  |  |  |  |  |  |  |  |  |
|                               |                               |                               |                               |                               |                               |                                 |                                 |                                 |                                 |                                 |                                 |                              |                              |                                     |                                     |                                     |                                     |                                     |                                     |                                  |                                  |                                  |                                  |                                  |                                  |  |  |                               |                               |                               |                               |                                 |                                 |                                                 |                                                 |                                                 |                                                 |                                                 |                                                 |                                   |                                   |                                   |                                   |                                  |                                  |                                  |                                  |                                    |                                    |                                    |                                    |                                    |                                    |  |  |  |  |  |  |  |  |  |  |  |  |  |  |  |  |  |  |  |  |  |  |  |  |  |  |  |  |  |  |  |  |  |  |  |  |  |  |  |  |  |  |  |  |  |  |  |  |
|                               |                               |                               |                               |                               |                               |                                 |                                 |                                 |                                 |                                 |                                 |                              |                              |                                     |                                     |                                     |                                     | Filippa van Egmont (1467-1547)      | Filippa van Egmont (1467-1547)      | Filippa van Egmont (1467-1547)   | Filippa van Egmont (1467-1547)   | Filippa van Egmont (1467-1547)   | Filippa van Egmont (1467-1547)   |                                  |                                  |  |  |                               |                               | Karel van Gelre (1467-1538)   | Karel van Gelre (1467-1538)   | Karel van Gelre (1467-1538)     | Karel van Gelre (1467-1538)     | Karel van Gelre (1467-1538)                     | Karel van Gelre (1467-1538)                     |                                                 |                                                 |                                                 |                                                 |                                   |                                   |                                   |                                   |                                  |                                  |                                  |                                  |                                    |                                    |                                    |                                    |                                    |                                    |  |  |  |  |  |  |  |  |  |  |  |  |  |  |  |  |  |  |  |  |  |  |  |  |  |  |  |  |  |  |  |  |  |  |  |  |  |  |  |  |  |  |  |  |  |  |  |  |

## Afbeeldingen van Karel

### Schilderijen
- Karel van Gelre - Portret door Hendrick Coster rond 1638, naar een origineel van Barthel Bruijn, omstreeks 1518. Museum Arnhem (GM-02882)
- Interieur van de Eusebiuskerk te Arnhem met praalgraf van Karel van Gelre, 1825, van Johannes Jelgerhuis.

### Etsen
- Toeleg van den Gelderschen Hertog op Amsterdam, in 1507, ets uit 1782-1784 van Simon Fokke (Rijksmuseum Amsterdam, RP-P-OB-78.400)
- Portret van Karel van Egmond, Hertog van Gelre, ets (217 x 142 mm) uit 1840-1884 van Johann Wilhelm Kaiser (Rijksmuseum Amsterdam, RP-P-OB-47.715)
- De achtjarige Karel van Egmond door de inwoners van Nijmegen gehuldigd als hertog van Gelre, 1473, ets (164 x 230 mm) uit 1853-1861 van Christiaan Lodewijk van Kesteren (1832-1897), naar werk van Charles Rochussen ; de drukker was Charles Binger (Rijksmuseum Amsterdam, RP-P-OB-78.348).

## Muziek
De Nederlandse folkmetalband Heidevolk heeft in 2010 een nummer over Karel van Gelre gemaakt onder de titel Karel van Egmond, Hertog van Gelre. Het nummer is afkomstig van hun derde album Uit oude grond.